# 히사쓰네촌
히사쓰네촌(久常村)은 이시카와현 노미군에 존재했던 촌이다. 현재의 노미시에 해당한다.

## 역사
- 1889년 4월 1일 -정촌제 시행에 의해 8촌의 구역을 가지고 노미군 히사쓰네촌이 성립하였다.
- 1956년 9월 30일 - 야마가미촌, 고쿠후촌이 합병해, 다쓰노쿠치정이 성립, 데라이노정,요시다촌,아오촌이 합병해 데라이정이 성립하였다.